# Em:t Records
Em:t Records (prononcé « Emit Records ») est un label discographique britannique de musique électronique et d'ambient, basé à Nottingham, en Angleterre, actif entre 1994 et 2006.

## Histoire
Né de la division du label t:me Recordings en 1994 par Chris Allen et David Thompson, il fut actif jusqu'en 1998 où il dut fermer consécutivement à la faillite de sa maison mère. Le label fut relancé en 2003, racheté par une société indépendante, mais toute production musicale fut officiellement abandonnée après 2006. Aujourd'hui, l'absence de ré-éditions rend la plupart des albums très prisés et chers sur les plateformes de vente aux enchères.
Le label s'est attiré les louanges des journalistes musicaux à l'époque. Le magazine Coda écrit que « la série Em:t restera sûrement dans l'histoire pour avoir été aussi importante dans les années '90 que les albums de Brian Eno l'ont été dans les années '70 », et le magazine musical spécialisé The Wire note que le catalogue em:t représentait « l'avant-garde de la musique technologique post-dance ». Em:t a produit des cartes postales promotionnelles pour le label sur lesquelles ces citations, et d'autres, étaient dûment affichées,. Une question-réponse dans DJ Magazine en 1995 énonce également le credo officieux du label : « Ne présumez jamais que votre public est moins intelligent que vous ».

## Postérité
Les albums de la série em:t sont toujours prisés par les amateurs de musique électronique, et la réputation du label et de la musique perdure encore aujourd'hui. Cependant, en raison de problèmes de droits, seuls deux des albums de la série em:t originale sont disponibles sur iTunes ; les autres continuent d'atteindre des prix exagérés sur des sites de vente aux enchères. En 2017, Bandcamp rend toutes les sorties d'em:t disponibles à la fois à l'achat et en streaming, à l'exception de Woob 1194 et Woob2 4495. Cependant Woob 1194 peut être trouvé sur le compte Bandcamp de Paul Frankland, mais Woob2 n'est vu nulle part (très probablement en raison de son insatisfaction pour l'album). En 2018, cependant, la page Bandcamp a disparu.

## Discographie
Le titrage des albums suit une logique particulière. En premier lieu apparaît le nom de l'artiste suivi de quatre chiffres. L'année de publication est donnée par les deux derniers tandis que les deux premiers indiquent le numéro de l'album pour l'année en cours. Les albums compilant plusieurs artistes différents sont simplement estampillés sous le nom em:t ----. Par exemple, l'album em:t 5595 est le sixième album sorti en 1995 et compile plusieurs artistes différents.

### Période classique (1994–1998)
- 1994 : woob 1194
- 1994 : qubism 2294
- 1994 : em:t 3394
- 1994 : em:t 0094
- 1995 : em:t 2000 (Instinct Records)
- 1996 : em:t explorer (Instinct Records)
- 1995 : gas 0095
- 1995 : miasma 1195
- 1995 : em:t 2295
- 1995 : international peoples gang 3395
- 1995 : woob² 4495
- 1995 : em:t 5595
- 1996 : lucid dreams 0096
- 1996 : carl stone 1196
- 1996 : em:t 2296
- 1996 : undark 3396
- 1997 : slim 0097
- 1997 : em:t 1197
- 1997 : beatsystem 2297
- 1998 : natural language 0098
- 1998 : em:t beat exploration (Instinct Records)

### Période nouvelle (2003–2006)
- 2003 : em:t 0003
- 2004 : em:t 0004
- 2004 : gel-sol 1104
- 2005 : 302 acid 0005
- 2005 : gaudi:testa 1105
- 2006 : international peoples gang 0006

### Ré-éditions
- 1995 : woob 1194 (Instinct Records)
- 2006 : gas 0095 (microscopics)
- 2009 : woob 1194 (Bigamoebasounds)